# Ready to Rock
Ready to Rock es un EP de la banda de rock australiana Airbourne, publicado en 2004.

## Lista de canciones
1. "Ready to Rock" - 3:24
2. "Stand and Deliver" - 5:05
3. "When the Girl Gets Hot (The Love Don't Stop)" - 4:11
4. "Come on Down" - 6:03
5. "Runnin' Hot" - 5:12
6. "Hotter than Hell" - 4:28
7. "Women on Top" - 3:47
8. "Dirty Angel" - 3:36

- Todos los temas compuestos por J. O'Keeffe

## Personal
- Joel O'Keeffe - voz solista, guitarra solista
- David Roads- guitarra rítmica, coros
- Adam Jacobson - bajo, coros
- Ryan O'Keeffe - batería

- Datos: Q1814707